# Нурмуратов, Мамаризо Бердимуратович
Нурмуратов Мамаризо Бердимуратович (узб. Nurmurodov Mamarizo Berdimurodovich) — Председатель Правления Центрального банка Республики Узбекистан c 6 июня 2017 года по 11 декабря 2024 года.

## Ранние годы
Родился 28 марта 1960 года в Самаркандской области, в семье из 6 сыновей.

## Образование
В 1977 году поступил на учёбу в Ташкентский институт народного хозяйства, а в 1982 году окончил Ленинградский финансово-экономический институт.
В 1982—1985 годы занимался преподавательской деятельностью в Ташкентском институте народного хозяйства.
В 1985—1988 годы был аспирантом Московского финансового института, получил научную степень кандидат экономических наук.

## Карьера
С 1989 по 1993 годы работал доцентом Ташкентского института народного хозяйства и Ташкентского финансового института.
В 2000—2004 годы занимал должность министра финансов Республики Узбекистан.
В 2004—2006 годы руководил Самаркандской областью.

#### Центральный банк Республики Узбекистан
В 1993—2000 годах работал директором Центра научных исследований, заместителем председателя Правления, первым заместителем председателя Центрального банка.
В 2006—2017 годы — советник председателя Центрального банка.
С 6 июня 2017 года по представлению Президента Узбекистана назначен Председателем Правления Центрального банка Республики Узбекистан. 11 декабря 2024 года был освобождён от должности Сенатом по представлению президента.

## Награды
- Орден «Эл-юрт хурмати» (29 августа 2019 года)[4]
- Медаль «Шухрат» (25 августа 1999 года)[5]